# Західний Негрос
Західний Негрос (хіл.: Negros Nakatundan; себ.: Kasadpang Negros; філ.: Kanlurang Negros) — провінція Філіппін, розташована на острові Негрос. Провінція займає північно-західну частину острова, південно-східну частину займає провінція Східний Негрос. В провінції виробляється понад 50 % цукру всієї країни. Адміністративним центром, місцем розташування уряду та найбільшим містом провінції є Баколод. Згідно перепису 2015 року населення провінції становило 2 497 261 осіб. Це друга за кількістю населення провінція серед Вісайських островів та 8-ма серед провінцій Філіппін.

## Географія
Провінція Західний Негрос розташована у північно-західній частині острова Негрос, четвертого за величиною острову Філіппін, загальною площею 7 802,54 км2. Якщо місто Баколод включити до провінції, то її площа становитиме 7 965,21 км2. Довжина провінції з півночі на південь становить близько 375 кілометрів. Провінція обмежена морем Вісаян з півночі, затокою Панай — на заході, провінцією Східний Негрос та протокою Танон — на сході та південному сході.
Північна та західна частини провінції переважно рівнинні, в східній частині по кордону з провінцією Східний Негрос проходить гірський ланцюг. Гори покриті тропічними лісами. Вулкан Канлаон, який частково розташований в провінції, є найвищою вершиною на Вісайських островах. Його висота становить 2 465 м над рівнем моря.

## Демографія
Згідно перепису 2015 року населення провінції становило 2 497 261 осіб. Близько 84% жителів розмовляють мовою хілігайнон. Решта розмовляє себуанською. Понад 85% населення католики.

## Економіка
Головними галузями економіки є цукрова промисловість, риболовля та переробка риби. Місто Баколод є фінансовим та комерційним центром острову Негрос. Тут розташовані нафтові компанії, фабрики та заводи по виробництву сталі, електроенергії, сільськогосподарські підприємства, компанії з аутсорсингу бізнес-процесів.
Адміністративний центр провінції Західний Негрос, місто Баколод, розташоване за 50 хвилин польоту від столиці Філіппін - Маніли та за 30 хвилин польоту від міста Себу. Окрім цього діють поромні переправи з Ілоіло. Провінцію обслуговують сім авіакомпаній та чотири судноплавні компанії.